# بخش ویلگودسکی
بخش ویلگودسکی (به لاتین: Vilegodsky District) یک منطقهٔ مسکونی در روسیه است که در استان آرخانگلسک واقع شده‌است.